# Umitaka Bank
Koordinaten: 67° 25′ S, 167° 0′ O
Die Umitaka Bank (englisch; auch bekannt als Umitaka Seamount) ist eine Bank in der antarktischen Somow-See. Sie liegt vor der Pennell-Küste des Viktorialands.
Namensgeber der seit 1980 vom US-amerikanischen Advisory Committee on Undersea Features (ACUF) anerkannten Benennung ist das japanische Forschungsschiff Umitaka Maru, das zwischen 1964 und 1965 Tiefenlotungen in diesem Gebiet vorgenommen hatte.